# Sebastian Szymański
Sebastian Szymański (Biała Podlaska, 10 de maio de 1999) é um futebolista polonês que atua como meio-campo. Atualmente joga pelo Fenerbahçe.

## Carreira no clube
Em 31 de maio de 2019, Szymański assinou um contrato de cinco anos com o Dínamo Moscou, clube da Premier League Russa. Foi eleito pela torcida do Dínamo o "jogador do mês" de outubro de 2019. Em 9 de novembro de 2019, ele marcou seu primeiro gol pelo Dínamo, o único gol do jogo na vitória por 1–0 sobre o Rubin Kazan. Foi a primeira vitória do Dínamo fora de casa contra o Rubin em 13 anos.
Em 2 de junho de 2021, ele assinou um novo contrato com o Dínamo por cinco anos. Ele foi eleito o jogador do mês pela torcida do Dínamo em julho de 2021, agosto de 2021 e novembro de 2021.
Em 22 de julho de 2022, Szymański ingressou no clube holandês Feyenoord por empréstimo de um ano com opção de compra pelo clube. Ele marcou seu primeiro gol pelo clube em 27 de agosto de 2022, marcando o quarto gol na vitória do clube por 4 a 0 sobre o FC Emmen.

## Carreira internacional
Em maio de 2018, ele foi nomeado para a seleção preliminar de 35 jogadores da Polônia para a Copa do Mundo de 2018 na Rússia. No entanto, ele não chegou aos 23 finalistas.
Ele fez sua estreia na seleção da Polônia em 9 de setembro de 2019, nas eliminatórias para o Campeonato Europeu de Futebol de 2020 contra a Áustria. Ele substituiu Kamil Grosicki aos 70 minutos. Estreou como titular na partida seguinte em 10 de outubro de 2019 contra a Letônia e ajudou em um dos gols na vitória da Polônia por 3 a 0 e garantiu sua vaga na fase final. Ele marcou seu primeiro gol pelo seu país em 19 de novembro de 2019, no último jogo da fase de qualificação contra a Eslovênia.
| Nº | Data                   | Local                               | Oponente  | Placar | Resultado | Competição                     |
| -- | ---------------------- | ----------------------------------- | --------- | ------ | --------- | ------------------------------ |
| 1  | 19 de novembro de 2019 | Estádio Nacional, Varsóvia, Polônia | Eslovênia | 1–0    | 3–2       | Eliminatórias para a Euro 2020 |

## Títulos
Legia Varsóvia
- Ekstraklasa: 2016–17, 2017–18
- Copa da Polônia: 2017–18

Feyenoord
- Campeonato Neerlandês: 2022–23